# Wally Nightingale
Warwick Alan Nightingale, detto Wally (Londra, 3 gennaio 1956 – Londra, 6 maggio 1996), è stato un chitarrista inglese membro della band "The Strand" poi divenuta punk Sex Pistols.

## Biografia

### Nightingale ed i Sex Pistols
Nato a West Kensington, ci sono alcuni dettagli comuni della vita di Nightingale. Nel documentario The Filth and The Fury, il batterista Paul Cook ha dichiarato: "Penso che sia stato Wally, il famoso Wally Nightingale, che aveva detto: 'Bene, cominciamo una band'", accompagnato da immagini che mostrano agli inizi il gruppo, che consisteva di Nightingale alla chitarra, Steve Jones alla voce, e Cook alla batteria .
The Strand provavano spesso, soprattutto al piano di sopra della casa di Nightingale a Hemlock Road, nei giorni in cui i suoi genitori stavano lavorando. La band ha avuto una line-up fluida; a un certo punto lo zio di Paul Cook ha suonato il basso, successivamente Steve Hayes ha suonato il basso col gruppo . Jimmy Mackin ha suonato l'organo con la band dal 1974 ai primi del 1975; inoltre la band aveva anche una suonatrice di conga, Cecil.
Nel 1975 la band stava provando a Crunchy Frog, uno studio vicino Docklands a Londra. Era all'epoca gestito da Bernie Rhodes, che cercava di organizzare spettacoli. L'unico concerto riportato durante l'intera esistenza degli Strand, che da questo momento erano stati rinominati in "The Swankers", è stato nei primi mesi del 1975 a una festa di compleanno per un amico di Cook sopra il Tom Salter Café sulla King's Road a Chelsea, Londra. The Strand consistevano in Steve Jones alla voce, Wally Nightingale alla chitarra, Del Noones al basso e Paul Cook alla batteria. Nightingale registrò la performance su una cassetta, ma accidentalmente cancellò il nastro due anni dopo. Noones, nonostante fosse sposato con la sorella di Cook e quindi fosse suo cognato, fu espulso dalla band poco dopo, a causa della sua inaffidabilità e mancanza di volontà per provare. All'inizio dell'estate del 1974, Glen Matlock intervenne come bassista permanente su suggerimento di Malcolm McLaren.
Dopo insistenti richieste di Jones, McLaren accettò di diventare manager dei Swankers. Tuttavia, McLaren pensava che Nightingale fosse "troppo bello". All'inizio del 1975 Nightingale e Jones erano in disaccordo sulla direzione che la band avrebbe dovuto prendere: avendo McLaren precedenti connessioni nel mondo della musica (soprattutto per un breve periodo fu manager dei New York Dolls), Cook e Jones alla fine decisero di seguire il consiglio di McLaren. Jones passò alla chitarra e cori e la band continuò senza il fondatore Nightingale. Nightingale fu informato della decisione al suo arrivo ad una prova. Nelle interviste ha dichiarato che "fui così distrutto che non dissi niente, dopo andai a bere qualcosa con loro quella sera stessa." .
Con i cambiamenti, la band inizialmente cambiò il suo nome in "QT Jones & i suoi Sex Pistols" su suggerimento di McLaren, ma il nome fu poi abbreviato in The Sex Pistols. McLaren considerò il canto di Jones non idoneo e John Lydon (presto rinominato Johnny Rotten) fu assunto nel mese di agosto. I Sex Pistols suonarono il loro primo concerto il 6 novembre dello stesso anno, poco più di sei mesi dopo che Nightingale fu licenziato. Quando Nightingale li vide suonare al 100 Club disse: "non mi hanno neanche parlato. Col senno di poi sono orgoglioso di essere stato coinvolto nella scena punk anche se non vado in giro a dirlo a tutti. Dopo essere stato licenziato:"Steve e gli altri parlarono male di me sulla stampa musicale e non ho mai saputo perché, non ho mai fatto loro del male". Circa il suo licenziamento ha semplicemente dichiarato: "McLaren era subdolo ma intelligente. Vedeva cose che gli altri non vedevano e suppongo che sia quello che lo ha avvantaggiato. Malcolm fece i Sex Pistols." 